# Stazioni ferroviarie del Giappone (U)
| Stazioni ferroviarie del Giappone | Stazioni ferroviarie del Giappone | Stazioni ferroviarie del Giappone | Stazioni ferroviarie del Giappone | Stazioni ferroviarie del Giappone | Stazioni ferroviarie del Giappone | Stazioni ferroviarie del Giappone | Stazioni ferroviarie del Giappone | Stazioni ferroviarie del Giappone | Stazioni ferroviarie del Giappone | Stazioni ferroviarie del Giappone | Stazioni ferroviarie del Giappone | Stazioni ferroviarie del Giappone | Stazioni ferroviarie del Giappone | Stazioni ferroviarie del Giappone | Stazioni ferroviarie del Giappone | Stazioni ferroviarie del Giappone | Stazioni ferroviarie del Giappone | Stazioni ferroviarie del Giappone | Stazioni ferroviarie del Giappone | Stazioni ferroviarie del Giappone |
| --------------------------------- | --------------------------------- | --------------------------------- | --------------------------------- | --------------------------------- | --------------------------------- | --------------------------------- | --------------------------------- | --------------------------------- | --------------------------------- | --------------------------------- | --------------------------------- | --------------------------------- | --------------------------------- | --------------------------------- | --------------------------------- | --------------------------------- | --------------------------------- | --------------------------------- | --------------------------------- | --------------------------------- |
| A                                 | B                                 | C                                 | D                                 | E                                 | F                                 | G                                 | H                                 | I                                 | J                                 | KL                                | M                                 | N                                 | OP                                | R                                 | S                                 | T                                 | U                                 | W                                 | Y                                 | Z                                 |

## Lista delle stazioni
| Stazione di Ubadō                       | 姥堂駅（うばどう）                                     |
| Stazione di Ubara                       | 鵜原駅（うばら）                                       |
| Stazione di Ubashima                    | 祖母島駅（うばしま）                                   |
| Stazione di Ube                         | 宇部駅（うべ）                                         |
| Stazione di Ubemisaki                   | 宇部岬駅（うべみさき）                                 |
| Stazione di Ube-Shinkawa                | 宇部新川駅（うべしんかわ）                             |
| Stazione di Uchida                      | 内田駅（うちだ）                                       |
| Stazione di Uchide                      | 打出駅（うちで）                                       |
| Stazione di Uchigamaki                  | 内ヶ巻駅（うちがまき）                                 |
| Stazione di Uchigō                      | 内郷駅（うちごう）                                     |
| Stazione di Uchihara                    | 内原駅（うちはら）                                     |
| Stazione di Uchijuku                    | 内宿駅（うちじゅく）                                   |
| Stazione di Uchiko                      | 内子駅（うちこ）                                       |
| Stazione di Uchikoshi                   | 打越駅（うちこし）                                     |
| Stazione di Uchina                      | 内名駅（うちな）                                       |
| Stazione di Uchino                      | 内野駅（うちの）                                       |
| Stazione di Uchinoda                    | 内之田駅（うちのだ）                                   |
| Stazione di Uchinomaki                  | 内牧駅（うちのまき）                                   |
| Stazione di Uchino-Nishigaoka           | 内野西が丘駅（うちのにしがおか）                       |
| Stazione di Uchisaiwaichō               | 内幸町駅（うちさいわいちょう）                         |
| Stazione di Uchita                      | 打田駅（うちた）                                       |
| Stazione di Uchiumi                     | 内海駅 (宮崎県)（うちうみ）                            |
| Stazione di Uchiyama                    | 内山駅（うちやま）                                     |
| Stazione di Udono                       | 鵜殿駅（うどの）                                       |
| Stazione di Uebayashi                   | 上林駅（うえばやし）                                   |
| Stazione di Ueda (Aichi)                | 植田駅 (名古屋市)（うえだ）                            |
| Stazione di Ueda (Fukushima)            | 植田駅 (福島県)（うえだ）                              |
| Stazione di Ueda (Nagano)               | 上田駅（うえだ）                                       |
| Stazione di Uedahara                    | 上田原駅（うえだはら）                                 |
| Stazione di Uedai                       | 植大駅（うえだい）                                     |
| Stazione di Ueki                        | 植木駅（うえき）                                       |
| Stazione di Uematsu                     | 植松駅（うえまつ）                                     |
| Stazione di Uemura                      | 植村駅（うえむら）                                     |
| Stazione di Uenae                       | 植苗駅（うえなえ）                                     |
| Stazione di Ueno                        | 上野駅（うえの）                                       |
| Stazione di Ueno Dōbutsuen Higashien    | 上野動物園東園駅（うえのどうぶつえんひがしえん）       |
| Stazione di Ueno Dōbutsuen Nishien      | 上野動物園西園駅（うえのどうぶつえんにしえん）         |
| Stazione di Uenohara                    | 上野原駅（うえのはら）                                 |
| Stazione di Ueno-Hirokōji               | 上野広小路駅（うえのひろこうじ）                       |
| Stazione di Ueno-Okachimachi            | 上野御徒町駅（うえのおかちまち）                       |
| Stazione di Uenoshi                     | 上野市駅（うえのし）                                   |
| Stazione di Uenoshiba                   | 上野芝駅（うえのしば）                                 |
| Stazione di Ueta                        | 植田駅 (愛知県豊橋市)（うえた）                        |
| Stazione di Ugata                       | 鵜方駅（うがた）                                       |
| Stazione di Uge                         | 有家駅 (岩手県)（うげ）                                |
| Stazione di Ugo-Honjō                   | 羽後本荘駅（うごほんじょう）                           |
| Stazione di Ugo-Iizuka                  | 羽後飯塚駅（うごいいづか）                             |
| Stazione di Ugo-Iwaya                   | 羽後岩谷駅（うごいわや）                               |
| Stazione di Ugo-Kameda                  | 羽後亀田駅（うごかめだ）                               |
| Stazione di Ugo-Nagano                  | 羽後長野駅（うごながの）                               |
| Stazione di Ugo-Nagatoro                | 羽後長戸呂駅（うごながとろ）                           |
| Stazione di Ugo-Nakazato                | 羽後中里駅（うごなかざと）                             |
| Stazione di Ugo-Ōta                     | 羽後太田駅（うごおおた）                               |
| Stazione di Ugo-Sakai                   | 羽後境駅（うごさかい）                                 |
| Stazione di Ugo-Ushijima                | 羽後牛島駅（うごうしじま）                             |
| Stazione di Ugo-Yotsuya                 | 羽後四ツ屋駅（うごよつや）                             |
| Stazione di Uguisudani                  | 鶯谷駅（うぐいすだに）                                 |
| Stazione di Uguisuno                    | 鶯野駅（うぐいすの）                                   |
| Stazione di Uguisunomori                | 鶯の森駅（うぐいすのもり）                             |
| Stazione di Uguisuzawa                  | 鶯沢駅（うぐいすざわ）                                 |
| Stazione di Uguisuzawa Kōgyōkōkō Mae    | 鶯沢工業高校前駅（うぐいすざわこうぎょうこうこうまえ） |
| Stazione di Ugusu                       | 鶯巣駅（うぐす）                                       |
| Stazione di Uji (JR West)               | 宇治駅 (JR西日本)（うじ）                              |
| Stazione di Uji (Keihan)                | 宇治駅 (京阪)（うじ）                                  |
| Stazione di Ujiie                       | 氏家駅（うじいえ）                                     |
| Ujina 2-chome                           | 宇品二丁目駅（うじなにちょうめ）                       |
| Ujina 3-chome                           | 宇品三丁目駅（うじなさんちょうめ）                     |
| Ujina 4-chome                           | 宇品四丁目駅（うじなよんちょうめ）                     |
| Ujina 5-chome                           | 宇品五丁目駅（うじなごちょうめ）                       |
| Ujina                                   | 広島港駅（ひろしまこう（うじな））                     |
| Stazione di Ujiyamada                   | 宇治山田駅（うじやまだ）                               |
| Stazione di Ukahongō                    | 宇賀本郷駅（うかほんごう）                             |
| Stazione di Ukai                        | 鵜飼駅 (広島県)（うかい）                              |
| Stazione di Ukawa                       | 鵜川駅（うかわ）                                       |
| Stazione di Ukiana                      | 浮孔駅（うきあな）                                     |
| Stazione di Ukibuchi                    | 浮鞭駅（うきぶち）                                     |
| Stazione di Ukiha                       | うきは駅                                               |
| Stazione di Ukimafunado                 | 浮間舟渡駅（うきまふなど）                             |
| Stazione di Ukishimachō                 | 浮島町駅（うきしまちょう）                             |
| Stazione di Ukui                        | 宇久井駅（うくい）                                     |
| Stazione di Umahori                     | 馬堀駅（うまほり）                                     |
| Stazione di Umamichi                    | 馬道駅（うまみち）                                     |
| Stazione di Umatate                     | 馬立駅（うまたて）                                     |
| Stazione di Umebayashi                  | 梅林駅 (福岡県)（うめばやし）                          |
| Stazione di Umeda                       | 梅田駅（うめだ）                                       |
| Stazione di Umedoi                      | 梅戸井駅（うめどい）                                   |
| Stazione di Umegadani                   | 梅ヶ谷駅（うめがだに）                                 |
| Stazione di Umegaoka                    | 梅ヶ丘駅（うめがおか）                                 |
| Stazione di Umegasawa                   | 梅ヶ沢駅（うめがさわ）                                 |
| Stazione di Umegatō                     | 梅ヶ峠駅（うめがとう）                                 |
| Stazione di Umejima                     | 梅島駅（うめじま）                                     |
| Stazione di Umenomoto                   | 梅本駅（うめのもと）                                   |
| Stazione di Umesato                     | 梅郷駅（うめさと）                                     |
| Stazione di Umetsubo                    | 梅坪駅（うめつぼ）                                     |
| Stazione di Umeyama                     | 梅山駅（うめやま）                                     |
| Stazione di Umeyashiki (Nara)           | 梅屋敷駅 (奈良県)（うめやしき）                        |
| Stazione di Umeyashiki (Tokyo)          | 梅屋敷駅 (東京都)（うめやしき）                        |
| Stazione di Umezako                     | 梅迫駅（うめざこ）                                     |
| Stazione di Umi                         | 宇美駅（うみ）                                         |
| Stazione di Umijiri                     | 海尻駅（うみじり）                                     |
| Stazione di Uminokōen Minamiguchi       | 海の公園南口駅（うみのこうえんみなみぐち）             |
| Stazione di Uminokōen Shibaguchi        | 海の公園柴口駅（うみのこうえんしばぐち）               |
| Stazione di Uminokuchi                  | 海ノ口駅（うみのくち）                                 |
| Stazione di Uminonakamichi              | 海ノ中道駅（うみのなかみち）                           |
| Stazione di Uminoōmukae                 | 海の王迎駅（うみのおうむかえ）                         |
| Stazione di Uminoura                    | 海浦駅（うみのうら）                                   |
| Stazione di Umishibaura                 | 海芝浦駅（うみしばうら）                               |
| Stazione di Unazuki                     | 宇奈月駅（うなづき）                                   |
| Stazione di Unazukionsen                | 宇奈月温泉駅（うなづきおんせん）                       |
| Stazione di Undōkōen (Gunma)            | 運動公園駅 (群馬県)（うんどうこうえん）                |
| Stazione di Undōkōen (Miyazaki)         | 運動公園駅 (宮崎県)（うんどうこうえん）                |
| Stazione di Undōkōenmae (Aomori)        | 運動公園前駅 (青森県)（うんどうこうえんまえ）          |
| Stazione di Une                         | 有年駅（うね）                                         |
| Stazione di Unebi                       | 畝傍駅（うねび）                                       |
| Stazione di Unebi-Goryōmae              | 畝傍御陵前駅（うねびごりょうまえ）                     |
| Stazione di Uneno                       | 畦野駅（うねの）                                       |
| Stazione di Unga                        | 運河駅（うんが）                                       |
| Stazione di Universal City              | ユニバーサルシティ駅                                   |
| Stazione di Uno                         | 宇野駅（うの）                                         |
| Stazione di Unobe                       | 宇野辺駅（うのべ）                                     |
| Stazione di Unoke                       | 宇野気駅（うのけ）                                     |
| Stazione di Unoki                       | 鵜の木駅（うのき）                                     |
| Stazione di Unomachi                    | 卯之町駅（うのまち）                                   |
| Stazione di Unoshima                    | 宇島駅（うのしま）                                     |
| Stazione di Unosumai                    | 鵜住居駅（うのすまい）                                 |
| Stazione di Unsenji                     | 雲泉寺駅（うんせんじ）                                 |
| Stazione di Unshū-Hirata                | 雲州平田駅（うんしゅうひらた）                         |
| Stazione di Unuma                       | 鵜沼駅（うぬま）                                       |
| Stazione di Unumajuku                   | 鵜沼宿駅（うぬまじゅく）                               |
| Stazione di Uonuma-Kyūryō               | 魚沼丘陵駅（うおぬまきゅうりょう）                     |
| Stazione di Uonuma-Nakajō               | 魚沼中条駅（うおぬまなかじょう）                       |
| Stazione di Uonuma-Tanaka               | 魚沼田中駅（うおぬまたなか）                           |
| Stazione di Uozaki                      | 魚崎駅（うおざき）                                     |
| Stazione di Uozu                        | 魚津駅（うおづ）                                       |
| Stazione di Uozumi                      | 魚住駅（うおずみ）                                     |
| Stazione di Urada                       | 浦田駅 (岡山県)（うらだ）                              |
| Stazione di Uraga                       | 浦賀駅（うらが）                                       |
| Stazione di Uragawara                   | うらがわら駅                                           |
| Stazione di Urahoro                     | 浦幌駅（うらほろ）                                     |
| Stazione di Urakami                     | 浦上駅（うらかみ）                                     |
| Stazione di Urakamiekimae               | 浦上駅前駅（うらかみえきまえ）                         |
| Stazione di Urakawa (Hokkaido)          | 浦河駅（うらかわ）                                     |
| Stazione di Urakawa (Shizuoka)          | 浦川駅（うらかわ）                                     |
| Stazione di Uramoto                     | 浦本駅（うらもと）                                     |
| Stazione di Uranosaki                   | 浦ノ崎駅（うらのさき）                                 |
| Stazione di Urasa                       | 浦佐駅（うらさ）                                       |
| Stazione di Urashuku                    | 浦宿駅（うらしゅく）                                   |
| Stazione di Urata                       | 浦田駅 (福岡県)（うらた）                              |
| Stazione di Urausu                      | 浦臼駅（うらうす）                                     |
| Stazione di Urawa                       | 浦和駅（うらわ）                                       |
| Stazione di Urawa-Misono                | 浦和美園駅（うらわみその）                             |
| Stazione di Urayama                     | 浦山駅（うらやま）                                     |
| Stazione di Urayamaguchi                | 浦山口駅（うらやまぐち）                               |
| Stazione di Urayasu (Chiba)             | 浦安駅 (千葉県)（うらやす）                            |
| Stazione di Urayasu (Tottori)           | 浦安駅 (鳥取県)（うらやす）                            |
| Stazione di Ureshino-onsen              | 嬉野温泉駅（うれしのおんせん）                         |
| Stazione di Urizura                     | 瓜連駅（うりづら）                                     |
| Urushiyama                              | 漆山駅 (山形県)（うるしやま）                          |
| Stazione di Usa                         | 宇佐駅（うさ）                                         |
| Stazione di Usami                       | 宇佐美駅（うさみ）                                     |
| Stazione di Ushibuchi                   | 牛渕駅（うしぶち）                                     |
| Stazione di Ushibuchidanchimae          | 牛渕団地前駅（うしぶちだんちまえ）                     |
| Stazione di Ushida (Aichi)              | 牛田駅 (愛知県)（うしだ）                              |
| Stazione di Ushida (Tokyo)              | 牛田駅 (東京都)（うしだ）                              |
| Stazione di Ushizu                      | 牛津駅（うしづ）                                       |
| Stazione di Ushigome-Kagurazaka         | 牛込神楽坂駅（うしごめかぐらざか）                     |
| Stazione di Ushigome-Yanagichō          | 牛込柳町駅（うしごめやなぎちょう）                     |
| Stazione di Ushihama                    | 牛浜駅（うしはま）                                     |
| Stazione di Ushiku                      | 牛久駅（うしく）                                       |
| Stazione di Ushikubo                    | 牛久保駅（うしくぼ）                                   |
| Stazione di Ushinohama                  | 牛ノ浜駅（うしのはま）                                 |
| Stazione di Ushinoshima                 | 牛島駅（うしのしま）                                   |
| Stazione di Ushinoya                    | 牛ノ谷駅（うしのや）                                   |
| Stazione di Ushio                       | 潮駅（うしお）                                         |
| Stazione di Ushirogata                  | 後潟駅（うしろがた）                                   |
| Stazione di Ushita                      | 牛田駅 (広島県)（うした）                              |
| Stazione di Ushiyama                    | 牛山駅（うしやま）                                     |
| Stazione di Usu                         | 有珠駅（うす）                                         |
| Stazione di Usuda                       | 臼田駅（うすだ）                                       |
| Stazione di Usugi                       | 鵜杉駅（うすぎ）                                       |
| Stazione di Usuki (Kagoshima)           | 宇宿駅（うすき）                                       |
| Stazione di Usuki (Oita)                | 臼杵駅（うすき）                                       |
| Stazione di Utagō                       | 宇田郷駅（うたごう）                                   |
| Stazione di Utanai                      | 歌内駅（うたない）                                     |
| Stazione di Utano                       | 宇多野駅（うたの）                                     |
| Stazione di Utatsu                      | 歌津駅（うたつ）                                       |
| Stazione di Utazu                       | 宇多津駅（うたづ）                                     |
| Stazione di Uto                         | 宇土駅（うと）                                         |
| Stazione di Utoma                       | 鵜苫駅（うとま）                                       |
| Stazione di Utō                         | 宇頭駅（うとう）                                       |
| Stazione di Utsube                      | 内部駅（うつべ）                                       |
| Stazione di Utsubo                      | 打保駅（うつぼ）                                       |
| Stazione di Utsubuna                    | 内船駅（うつぶな）                                     |
| Stazione di Utsuigawa                   | 打井川駅（うついがわ）                                 |
| Stazione di Utsumi                      | 内海駅 (愛知県)（うつみ）                              |
| Stazione di Utsunomiya                  | 宇都宮駅（うつのみや）                                 |
| Stazione di Utsunomiya Kamotsu Terminal | 宇都宮貨物ターミナル駅（うつのみやかもつたーみなる）   |
| Stazione di Utsutsugawa                 | 現川駅（うつつがわ）                                   |
| Stazione di Uwagoromo                   | 上挙母駅（うわごろも）                                 |
| Stazione di Uwajima                     | 宇和島駅（うわじま）                                   |
| Stazione di Uyagawa                     | 敬川駅（うやがわ）                                     |
| Stazione di Uzen-Chitose                | 羽前千歳駅（うぜんちとせ）                             |
| Stazione di Uzen-Kanezawa               | 羽前金沢駅（うぜんかねざわ）                           |
| Stazione di Uzen-Komatsu                | 羽前小松駅（うぜんこまつ）                             |
| Stazione di Uzen-Matsuoka               | 羽前松岡駅（うぜんまつおか）                           |
| Stazione di Uzen-Mizusawa               | 羽前水沢駅（うぜんみずさわ）                           |
| Stazione di Uzen-Nagasaki               | 羽前長崎駅（うぜんながさき）                           |
| Stazione di Uzen-Nakayama               | 羽前中山駅（うぜんなかやま）                           |
| Stazione di Uzen-Narita                 | 羽前成田駅（うぜんなりた）                             |
| Stazione di Uzen-Numazawa               | 羽前沼沢駅（うぜんぬまざわ）                           |
| Stazione di Uzen-Ōyama                  | 羽前大山駅（うぜんおおやま）                           |
| Stazione di Uzen-Takamatsu              | 羽前高松駅（うぜんたかまつ）                           |
| Stazione di Uzen-Toyosato               | 羽前豊里駅（うぜんとよさと）                           |
| Stazione di Uzen-Tsubaki                | 羽前椿駅（うぜんつばき）                               |
| Stazione di Uzen-Yamabe                 | 羽前山辺駅（うぜんやまべ）                             |
| Stazione di Uzen-Zennami                | 羽前前波駅（うぜんぜんなみ）                           |
| Stazione di Uzui                        | 宇都井駅（うづい）                                     |
| Stazione di Uzumasa                     | 太秦駅（うずまさ）                                     |
| Stazione di Uzumasa-Kōryūji             | 太秦広隆寺駅（うずまさこうりゅうじ）                   |
| Stazione di Uzumasa Tenjingawa          | 太秦天神川駅（うずまさてんじんがわ）                   |